# Belgische kampioenschappen indoor atletiek 2011
In 2011 werden de Belgische kampioenschappen indoor atletiek Alle Categorieën gehouden op zondag 20 februari in Gent.

## Uitslagen

### 60 m
| rang   | atleet             | prestatie |
| ------ | ------------------ | --------- |
| Goud   | Damien Broothaerts | 6,78 s    |
| Zilver | Wout Verhoeven     | 6,82 s    |
| Brons  | Julien Watrin      | 6,88 s    |

| rang   | atlete           | prestatie |
| ------ | ---------------- | --------- |
| Goud   | Elisabeth Davin  | 7,38 s    |
| Zilver | Olivia Borlée    | 7,43 s    |
| Brons  | Justine Desondre | 7,52 s    |

### 200 m
| rang   | atleet          | prestatie |
| ------ | --------------- | --------- |
| Goud   | Joris Haeck     | 21,84 s   |
| Zilver | Miguel Moral    | 22,13 s   |
| Brons  | Ingmar Herreman | 22,67 s   |

| rang   | atlete                 | prestatie |
| ------ | ---------------------- | --------- |
| Goud   | Hanne Claes            | 23,94 s   |
| Zilver | Axelle Dauwens         | 24,32 s   |
| Brons  | Cynthia Bolingo Mbongo | 25,08 s   |

### 400 m
| rang   | atleet           | prestatie |
| ------ | ---------------- | --------- |
| Goud   | Nils Duerinck    | 47,23 s   |
| Zilver | Arnaud Ghislain  | 47,41 s   |
| Brons  | Michaël Bultheel | 48,10 s   |

| rang   | atlete           | prestatie |
| ------ | ---------------- | --------- |
| Goud   | Elke Bogemans    | 54,90 s   |
| Zilver | Kimberley Efonye | 55,84 s   |
| Brons  | Lindsy Cozijns   | 55,99 s   |

### 800 m
| rang   | atleet                | prestatie |
| ------ | --------------------- | --------- |
| Goud   | Jan Van Den Broeck    | 1.51,96   |
| Zilver | Matthias Stubbe       | 1.52,39   |
| Brons  | Pierre-Antoine Balhan | 1.52,52   |

| rang   | atlete            | prestatie |
| ------ | ----------------- | --------- |
| Goud   | Charlotte Debroux | 2.09,57   |
| Zilver | Mariska Parewyck  | 2.12,59   |
| Brons  | Sofie Lauwers     | 2.13,85   |

### 1500 m
| rang   | atleet               | prestatie |
| ------ | -------------------- | --------- |
| Goud   | Kristof Van Malderen | 3.42,99   |
| Zilver | Kim Ruell            | 3.46,08   |
| Brons  | Geoffrey Marrion     | 3.54,48   |

| rang   | atlete           | prestatie |
| ------ | ---------------- | --------- |
| Goud   | Nathalie Loubele | 4.36,14   |
| Zilver | Agnes Laurent    | 4.37,40   |
| Brons  | Corinne Debaets  | 4.38,51   |

### 3000 m
| rang   | atleet            | prestatie |
| ------ | ----------------- | --------- |
| Goud   | Wesley De Kerpel  | 8.20,63   |
| Zilver | Dries Busselot    | 8.23,40   |
| Brons  | Sebastien Dewitte | 8.29,67   |

### 60 m horden
| rang   | atleet             | prestatie |
| ------ | ------------------ | --------- |
| Goud   | Adrien Deghelt     | 7,64 s    |
| Zilver | Damien Broothaerts | 7,70 s    |
| Brons  | Dario Vanderveken  | 8,03 s    |

| rang   | atlete          | prestatie |
| ------ | --------------- | --------- |
| Goud   | Elisabeth Davin | 8,13 s    |
| Zilver | Anne Zagré      | 8,21 s    |
| Brons  | Ella De Maitre  | 8,52 s    |

### Verspringen
| rang   | atleet            | prestatie |
| ------ | ----------------- | --------- |
| Goud   | Corentin Campener | 7,56 m    |
| Zilver | Cedric Nolf       | 7,28 m    |
| Brons  | Wim Marynissen    | 7,08 m    |

| rang   | atlete           | prestatie |
| ------ | ---------------- | --------- |
| Goud   | Els De Wael      | 6,22 m    |
| Zilver | Jesse Vercruysse | 5,83 m    |
| Brons  | Nafissatou Thiam | 5,79 m    |

### Hink-stap-springen
| rang   | atleet         | prestatie |
| ------ | -------------- | --------- |
| Goud   | Michael Velter | 16,03 m   |
| Zilver | Leopold Kapata | 14,92 m   |
| Brons  | Olivier Thomas | 14,30 m   |

| rang   | atlete        | prestatie |
| ------ | ------------- | --------- |
| Goud   | Linda Onana   | 12,46 m   |
| Zilver | Caroline Leys | 11,82 m   |
| Brons  | Nel Paulissen | 11,43 m   |

### Hoogspringen
| rang   | atleet             | prestatie |
| ------ | ------------------ | --------- |
| Goud   | Alexander Beeldens | 2,04 m    |
| Zilver | Timothy Hubert     | 2,04 m    |
| Brons  | Sander Maes        | 2,01 m    |

| rang   | atlete            | prestatie |
| ------ | ----------------- | --------- |
| Goud   | Hannelore Desmet  | 1,88 m    |
| Zilver | Hanne Van Hessche | 1,82 m    |
| Brons  | Jolien Dirckx     | 1,78 m    |

### Polsstokhoogspringen
| rang   | atleet          | prestatie |
| ------ | --------------- | --------- |
| Goud   | Denis Goossens  | 5,30 m    |
| Zilver | Arnaud Art      | 5,30 m    |
| Brons  | Laurent Vanhees | 5,10 m    |

| rang   | atlete        | prestatie |
| ------ | ------------- | --------- |
| Goud   | Fanny Smets   | 3,95 m    |
| Zilver | Chloé Henry   | 3,85 m    |
| Brons  | Laura Dierick | 3,75 m    |

### Kogelstoten
| rang   | atleet            | prestatie |
| ------ | ----------------- | --------- |
| Goud   | Wim Blondeel      | 17,71 m   |
| Zilver | Jurgen Verbrugghe | 17,33 m   |
| Brons  | Richard Revyn     | 16,58 m   |

| rang   | atlete             | prestatie |
| ------ | ------------------ | --------- |
| Goud   | Jolien Boumkwo     | 14,51 m   |
| Zilver | Annelies Peetroons | 13,98 m   |
| Brons  | Sophie Verlinden   | 13,23 m   |

1985 ·
1986 ·
1987 ·
1988 ·
1989 ·
1990 ·
1991 ·
1992 ·
1993 .
1994 ·
1995 .
1996 ·
1997 ·
1998 .
1999 ·
2000 .
2001 · 
2002 · 
2003 · 
2004 · 
2005 · 
2006 · 
2007 · 
2008 · 
2009 · 
2010 · 
2011 · 
2012 · 
2013 · 
2014 ·
2015 ·
2016 ·
2017 ·
2018 ·
2019 ·
2020 ·
2021 ·
2022 ·
2023 ·
2024 ·
2025